# Маний Манилий
Ма́ний Мани́лий (лат. Manius Manilius; II век до н. э.) — римский военачальник, политический деятель и юрист, консул 149 года до н. э. Командовал армией на начальном этапе Третьей Пунической войны.

## Происхождение
Маний принадлежал к плебейскому роду, который до него не дал Риму ни одного консула. Единственный источник, дающий информацию о его происхождении, — Капитолийские фасты, которые называют преномен отца и деда Мания (Публий) . Предположительно старшим братом Мания был ещё один Публий Манилий, участник послевоенного переустройства Иллирии в 167 году до н. э.

## Биография
Маний Манилий ещё в молодости (до 169 года до н. э.) приобрёл репутацию выдающегося знатока права. В 155 или 154 году до н. э. он занимал должность претора и управлял одной из западных провинций Рима — либо Ближней, либо Дальней Испанией. Более точной информации в источниках нет: Аппиан называет имена Манилия и ещё одного наместника, Луция Кальпурния Пизона Цезонина, без конкретизации. Исследователи считают более вероятным наместничество Мания в Ближней Испании.
Известно, что войско лузитанов вторглось в тот год в Римскую Испанию для грабежа и в битве разгромило объединённую армию двух наместников. Погибли 6 тысяч римлян, в том числе квестор Варрон; другие подробности неизвестны. Манилий вскоре вернулся в Рим, а сенат под впечатлением от этих событий отправил на Пиренейский полуостров консула (впервые после 195 года до н. э.).
В 149 году до н. э., несмотря на эту неудачу, Манилий стал консулом вместе с ещё одним плебеем — Луцием Марцием Цензорином. В это время произошло радикальное обострение отношений с Карфагеном, и оба консула получили от сената приказ переправиться в Африку (тайно им было велено не прекращать боевые действия, пока они не разрушат Карфаген). Манилий получил командование армией, тогда как его коллега возглавил флот. Высадившись в Утике, консулы потребовали от карфагенских послов выдачи всего оружия и трёхсот заложников, а когда эти требования были выполнены, приказали переселиться всем городом в другое место не ближе 10 миль от моря. Тогда Карфаген начал готовиться к обороне.
Консулы ничего не знали об этой подготовке и полагали, что в любом случае противник не сможет оказать им серьёзного сопротивления. Выждав какое-то время, они двинули свои войска на Карфаген, но были отбиты и перешли к осаде. Последующие события показали полную некомпетентность обоих консулов в военных вопросах: в столкновениях верх неизменно брали карфагеняне, римская армия несла большие потери в боях и от эпидемии, и больших поражений удавалось избежать благодаря единственному способному офицеру — Публию Корнелию Сципиону Эмилиану. Летом 148 года до н. э. Цензорин уехал из Африки, и Манилий, оставшись единственным командующим, предпринял новые попытки взять Карфаген — с тем же успехом.
Существует мнение, что Полибий мог преувеличивать некомпетентность Манилия и Цензорина, чтобы сделать ещё более выдающимися заслуги Сципиона Эмилиана. Дружеские отношения между последним и Манилием могут считаться аргументом в пользу того, что сам Сципион не противопоставлял себя предшественникам.
В 133 году до н. э. Манилий был в числе консуляров, выступивших против реформ народного трибуна Тиберия Семпрония Гракха.

## Интеллектуальные занятия
Марк Туллий Цицерон изобразил Манилия в своих произведениях как одного из видных участников «кружка Сципиона» и одного из наиболее выдающихся юристов своего времени (наряду с Публием Муцием Сцеволой и Марком Юнием Брутом). Манилий собрал воедино законы о купле-продаже, и этот труд некоторое время пользовался популярностью.. Кроме того, Манилий охотно давал консультации: по словам Цицерона, «он ходил взад и вперед по форуму, и видно было, что делает он это затем, чтобы любой гражданин мог обратиться к нему за советом».